# Guerre polono-teutonique (1519-1521)
Ne doit pas être confondu avec Guerre polono-teutonique (1326-1332) ou Guerre polono-teutonique (1431–1435).
Guerre polono-teutonique (1519-1521)
La guerre polono-teutonique de 1519-1521 (en allemand : Reiterkrieg, en polonais : wojna pruska) est un conflit entre le royaume de Pologne (Sigismond Ier) et l'État monastique des chevaliers teutoniques (Albert de Brandebourg). 
Suspendu, à la demande de l'empereur Charles Quint, par un armistice (1521), le conflit est réglé par le traité de Cracovie (1525), qui officialise la disparition de l'ordre Teutonique au profit du duché de Prusse, premier État luthérien, vassal du roi de Pologne.

## Histoire

### Origine du conflit
L'ordre Teutonique, présent dans le Saint-Empire, est tenu à une certaine allégeance vis-à-vis de l'empereur, mais son principal territoire, la Prusse (avec les villes de Dantzig et Königsberg), est situé hors de l'Empire, dans la zone d'influence du royaume de Pologne. La Pologne a infligé une défaite à l'ordre Teutonique en 1410 à Grunwald et, en 1466, à la suite de la rébellion de la Ligue de Prusse, de la guerre de Treize Ans et du traité de Thorn, la partie occidentale des possessions de l'ordre est devenue polonaise (Prusse royale), le grand-maître devant allégeance au roi de Pologne pour les territoires conservés par l'ordre (Prusse orientale).
À la mort du grand-maître Frédéric de Saxe (1473-1510), son successeur est Albert de Brandebourg-Ansbach, de la maison de Hohenzollern. Albert est aussi par sa mère, Sophie Jagellon, le neveu du roi de Pologne et grand-duc de Lituanie Sigismond Ier. Il refuse cependant toute allégeance formelle à la Pologne et cherche un appui auprès de l'empereur Maximilien Ier. 
En 1512, le grand-duché de Lituanie est envahi par les Russes de la principauté de Moscou ; l'ordre Teutonique refuse d'apporter son aide à Sigismond. Au contraire, en 1517, il conclut une alliance avec le grand-prince Vassili III. Albert revendique alors la restitution à l'ordre des territoires de Prusse royale. 
Cette revendication aboutit à la reconnaissance de l'état de guerre, votée par le Landtag de Prusse royale, dont les élites, bien que d'origine allemande, ne veulent pas du retour de l'ordre Teutonique, puis par la diète du royaume de Pologne (décembre 1519), ce qui autorise le roi à entrer en guerre.

### La guerre
Les forces polonaises commandées par le grand hetman de la Couronne, Nicolas Firlej, lancent une offensive vers Königsberg, mettant le siège devant Marienwerder (Kwidzyn), seule ville teutonique sur la Vistule, et Preussisch Holland (Pasłęk), tandis que la flotte polonaise essaie de bloquer les ports de Prusse teutonique.
Les Chevaliers, qui reçoivent des renforts d'Allemagne, lancent une contre-offensive durant l'été 1520 et s'emparent de plusieurs places, puis mettent le siège devant Dantzig. Le conflit s'enlise. 
En 1521, alors que la Hongrie est envahie par les Turcs, l'empereur Charles Quint, récemment élu, demande une suspension de la guerre en Prusse. Les deux camps signent un armistice le 5 avril 1521, le compromis de Thorn (en)

### De l'armistice (1521) à la paix de Cracovie (1525)
Le compromis de Thorn prévoit une trêve de quatre ans afin d'arriver à un accord sur la Prusse teutonique entre Charles Quint et Sigismond. Mais le grand-maître va utiliser ces quatre années pour se rallier à Luther et proposer à Sigismond un changement radical : la sécularisation de l'ordre Teutonique, sous la protection du royaume de Pologne.
Le traité de paix signé en 1525, le traité de Cracovie, est donc conclu entre Albert et Sigismond. 
Albert de Brandebourg-Ansbach, converti au protestantisme luthérien, est reconnu comme duc héréditaire de Prusse par le roi de Pologne, à condition de se reconnaître comme son vassal en lui rendant hommage.

### Les suites du traité de Cracovie
Le traité marque donc la fin de l'ordre Teutonique en Prusse ; en revanche, sa branche livonienne, l'ordre de Livonie, persiste un peu plus longtemps, mais finira aussi par être sécularisée.
D'autre part, Albert se trouve en situation de rébellion contre l'empereur ; refusant de se présenter devant la Diète impériale, il va être sanctionné d'une peine de bannissement, qui n'aura pas une grande importance pour lui, étant donné la protection politique et morale que lui apporte l'amitié de Luther.